# حكيم محمد شريف خان
حكيم محمد شريف خان (بالفارسية: حکیم محمد شریف خان) هو مخترِع إيراني، ولد في 1722، وتوفي في 1805.